# Malocampa
Malocampa är ett släkte av fjärilar. Malocampa ingår i familjen tandspinnare.

## Bildgalleri

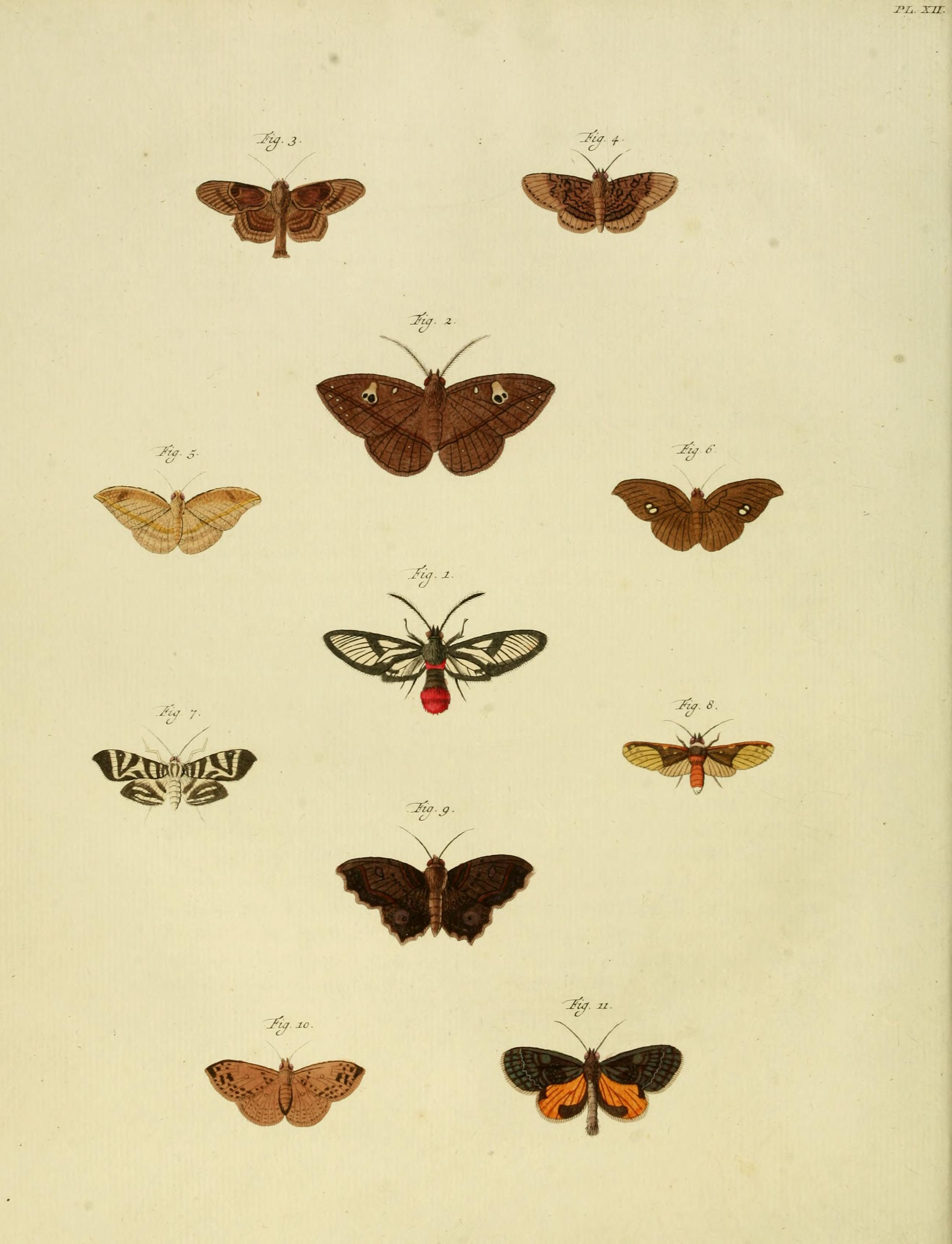
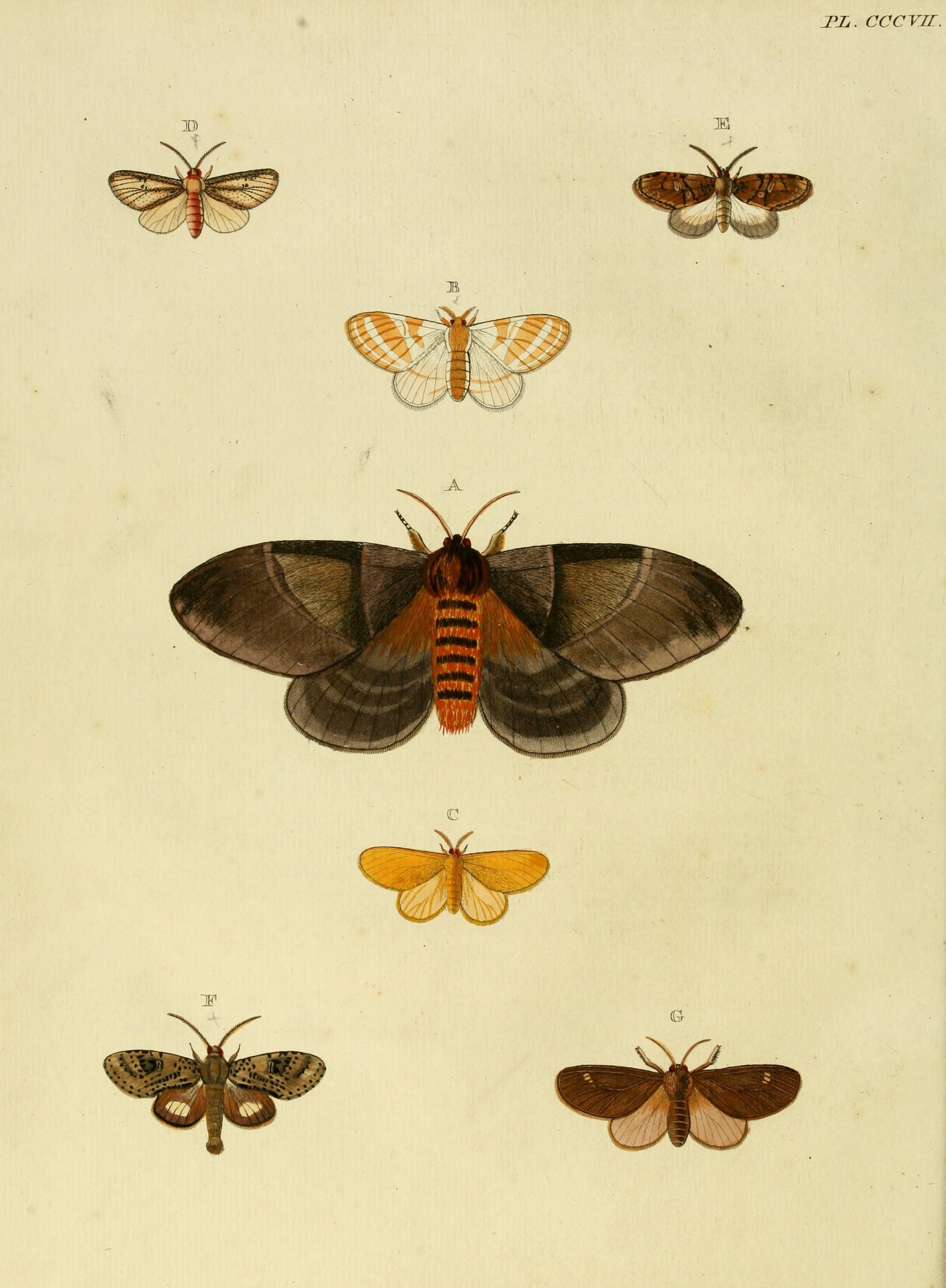

## Dottertaxa tillMalocampa, i alfabetisk ordning[1]
- Malocampa albimacula
- Malocampa albolineata
- Malocampa amanthis
- Malocampa amphissa
- Malocampa argentata
- Malocampa bifurcata
- Malocampa bigutta
- Malocampa boettgeri
- Malocampa bolivari
- Malocampa bronacha
- Malocampa cadajoa
- Malocampa canescens
- Malocampa danala
- Malocampa delosia
- Malocampa dianora
- Malocampa ecpantherioides
- Malocampa ednana
- Malocampa eugenia
- Malocampa friburga
- Malocampa griffini
- Malocampa hibrida
- Malocampa illimis
- Malocampa lunula
- Malocampa lupana
- Malocampa lupanoides
- Malocampa mammerta
- Malocampa manana
- Malocampa mardonia
- Malocampa maroniensis
- Malocampa matralis
- Malocampa medommoca
- Malocampa mexicana
- Malocampa monita
- Malocampa muscipilosa
- Malocampa nigriviridis
- Malocampa obliquata
- Malocampa obscura
- Malocampa occama
- Malocampa omaita
- Malocampa paramaribena
- Malocampa parvipunctata
- Malocampa piratica
- Malocampa puella
- Malocampa punctata
- Malocampa querula
- Malocampa queruloides
- Malocampa randauta
- Malocampa satis
- Malocampa sida
- Malocampa sidoides
- Malocampa sorex
- Malocampa splendens
- Malocampa spurca
- Malocampa taetrica
- Malocampa trepsora
- Malocampa ziliante